# مهندس عملاء
مهندس عملاء هو شخص وظيفته الأساسية هي مساعدة العميل الذي وقع عقد مع شركة ما. استٌحدث هذا المصطلح عن طريق شركة آي بي إم، ولكن الآن يُستخدم بكثرة في الكثير من الشركات.

## التوصيف الوظيفي
مهندسين العملاء هم أيضاً مهندسن خدمة العملاء.معظم مهندسين العملاء يعطوا مساعدة تقنية الي تشمل تطوير منتجات قديمة وإصلاح كمبيوترات. يحتاج مهندس العملاء أن يكون باستمرار علي معرفة بأحداث التطورات في المجال التقني .
جزء من الوظيفة هو إصلاح منتجات تم كسرها أو قديمة .